# سوفی وایت‌هاوس
سوفی وایت‌هاوس (انگلیسی: Sophie Whitehouse؛ زادهٔ ۱۰ اکتبر ۱۹۹۶) بازیکن فوتبال اهل انگلستان است که در پست دروازه‌بان برای باشگاه لویس در لیگ ملی زنان اتحادیه فوتبال جنوب انگلیس بازی می‌کند. او در انگلستان متولد شد و در تیم ملی فوتبال جمهوری ایرلند در سطح بین‌المللی انتخاب شد. او به مدت چهار سال در دانشگاه کلمبیا بازی کرد و سپس برای بازی در تیم‌های انگلیسی بازگشت.

## زندگی‌نامه
وایت‌هاوس در انفیلد لندن در سال ۱۹۹۶ از مادری ایرلندی، کارولین سرجنت، و پدری انگلیسی به دنیا آمد. او یک خواهر به نام گریس دارد. هنگامی که او سه ماهه بود، خانواده به خاطر شغل مادرش در توسعه بهداشت عمومی به آفریقای شرقی نقل مکان کردند. آنها چهار سال در کنیا زندگی کردند و سپس به تانزانیا نقل مکان کردند. در سن نه سالگی خانواده او به خاطر شغل مادرش در بانک جهانی به واشینگتن دی سی در ایالات متحده نقل مکان کردند. او در مدرسه بین‌المللی واشینگتن تحصیل کرد، جایی که چهار سال در سطح لتروینر در فوتبال، بسکتبال و سافت‌بال بود. او فوتبال دوران دبیرستان خود را به عنوان دروازه‌بان شروع کرد و سپس در پست هافبک برای فصل‌های نوجوانان و بزرگسالان بازی کرد و در هر دو فصل او به عنوان کاپیتان در تیم قرار گرفت. او همچنین به عنوان دروازه‌بان برای تیم باشگاهی پوتوماک هاتسپرز بازی کرد. از سال ۲۰۱۵ تا ۲۰۱۸ وایت‌هاوس دروازه‌بان تیم فوتبال زنان لاینز در دانشگاه کلمبیا در شهر نیویورک بود، اگرچه در فصل اول تحصیلی خود در سال ۲۰۱۵ قرمزپوش شد. برای فصل ۲۰۱۹، او به عنوان دانشجوی فارغ التحصیل شده به دانشگاه سانتا کلارا در کالیفرنیا منتقل شد و سیزده بار برای برانکوها به میدان رفت.
بارتولومئو گفت: «در زمان حضور در کلمبیا، شخصیت و لبخند واقعی وایت‌هاوس بهترین‌ها را در همه به نمایش گذاشت، او هر روز حاضر شد تا خودش و هم تیمی‌هایش را برای بهتر شدن با کار و تمرینات سخت پیش ببرد و تیم ما را به بهترین نتیجه در سال ۲۰۱۷ رساند. من برای او و خانواده‌اش بسیار خوشحال و افتخار می‌کنم. او این کار را انجام داده است. برای رسیدن به آن زمان و تعهد بیشتری صرف کرده و او سزاوار این لحظه باورنکردنی است.»

### قبل از بازگشت به بریتانیا
سوفی پیراهن شماره ۲۴ زنان هاتسپرز را بر تن خواهد کرد. سوفی قبل از نقل مکان به ایالات متحده با خانواده‌اش در ۹ سالگی، در تانزانیا بزرگ شد و تا ۲۰۲۰ تمام دوران بازی خود را در آمریکا گذرانده است. او که به‌عنوان نماینده پوتوماک هاتسپرز در سطح دبیرستان در واشینگتن دی سی بود، کار ارشد خود را با دانشگاه کلمبیا در شهر نیویورک آغاز کرد و در آنجا کاپیتان شد و در طول فصل ۲۰۱۸ در ۱۶ بازی ۵ بازی کلین شیت کرد. او در کمپین ۲۰۱۹، ۱۳ بار برای دانشگاه سانتا کلارا با رتبه ۱۵ برتر در مسابقات NCAA به میدان رفت، هفت کلین شیت کرد و قبل از بازگشت به بریتانیا در آغاز سال ۲۰۲۰ به تیم کمک کرد تا به مرحله یک شانزدهم مسابقات دسته یک NCAA برسد.

### انگلستان و ایرلند
او در سال ۲۰۲۰ به بریتانیا نقل مکان کرد و در آنجا به باشگاه فوتبال زنان تاتنهام هاتسپر پیوست، اما در میدان حضوری نداشت. در چهار ماه آخر فصل او به بیرمنگام سیتی منتقل شد. و در فصل بعد در بریستول سیتی بازی کرد. در ژوئیه ۲۰۲۲ او در یک انتقال آزاد به لوئیس اف سی منتقل شد، در همان سالی که دروازه‌بان آمریکایی آنها تاتیانا ساندرز به باشگاه دورهام رفت. لوئیس یک تیم غیرعادی است زیرا آنها دستمزد برابری را به تیم‌های زن و مرد خود می‌دهند. پردرآمدترین بازیکن آنها یک زن است.این تیم در جام حذفی در فصل ۲۰۲۲-۲۰۲۳ عملکرد خوبی داشت و به مرحله یک چهارم نهایی رفت و با نتیجه ۳ بر ۱ توسط منچستریونایتد حذف شد.
اگرچه لویس در پایان فصل گذشته از مسابقات قهرمانی زنان سقوط کرد، اما عملکرد وایت‌هاوس در دروازه به آنها شانس بقا داد، زمانی که او به عنوان بهترین بازیکن سال شناخته شد. وایت‌هاوس با کسب جوایز بهترین بازیکن و بهترین بازیکن سال ۲۰۲۲/۲۳ باشگاه، ثابت کرده است که یکی از قابل اعتمادترین دروازه‌بانان در مسابقات قهرمانی زنان است. وایت‌هاوس در دو فصل گذشته برای لویس ۳۱ بازی کرد و در ژوئیه ۲۰۲۴ به چارلتون پیوست. چارلتون اتلتیک بسیار هیجان زده بود که اعلام کند سوفی وایت‌هاوس قراردادی یک ساله امضا کرده است. وایت‌هاوس احساسات خود را در مورد قرارداد جدیدش به اشتراک گذاشت: «این واقعا هیجان‌انگیز است، خوب است که در چنین محیط حرفه‌ای قرار بگیری و در ترکیب تیم باشی.» دروازه‌بان جوان با چند سال تجربه می‌گوید: «فکر می‌کنم این کمک زیادی خواهد کرد، من واقعاً در بازی‌ها ثابت هستم و برای کار با گروه جدیدی از دختران هیجان‌زده هستم.» او ادامه داد: «قهرمانی در یک لیگ بسیار رقابتی می‌تواند بدیهی باشد و تیم‌های زیادی در حال جذب بازیکنان خوب زیادی هستند، بنابراین من از این رقابت هیجان زده هستم. بازی بسیار نزدیک است و واقعاً جالب خواهد بود زیرا تیم‌های زیادی برای صعود تلاش می‌کنند.»
در آوریل ۲۰۲۳ او به عنوان بخشی از تیم ملی ایرلند که قرار بود دو بازی دوستانه فوتبال در ایالات متحده انجام دهد به آمریکا سفر کرد. او واجد شرایط بود زیرا مادرش در ایرلند به دنیا آمده بود. وایت‌هاوس یکی از چهار دروازه‌بان تیم ایرلند بود.